# Gnessin Staatsacademie voor Muziek
De  Gnessin Staatsacademie voor Muziek  (Russisch: Государственный музыкальный колледж имени Гнесиных) of, letterlijk vertaald: de Russische Academie voor Muziek vernoemd naar de Gnessins (Russisch: Российская академия музыки имени Гнесиных)
is een prominente muziekacademie in Moskou, Rusland. De school werd opgericht op 15 februari 1895 door de gezusters Jevgenia, Jelena en Maria Gnessin, die alle drie als pianiste van het Moskou Conservatorium met briljante resultaten waren afgestudeerd. De school wordt sinds mensenheugenis beschouwd als een muziekacademie van hoogstaand niveau.

## Alumni
- Rim Banna, Palestijns zangeres
- Viktor Belan, Russisch zanger
- Boris Berezovski, Russisch pianist
- Michail Fomin, Russisch pianist
- Svetlana Gejman, Kazachs-Russisch zangeres
- Aleksandr Gradski, Russisch zanger en componist
- Filipp Kirkorov, Russisch zanger
- Jevgeni Kissin, Russisch pianist
- Lev Knipper, Russisch componist en NKVD-agent
- Alexander Kobrin, Russisch pianist
- Iosif Kobzon, Russisch zanger
- Moerat Nasyrov, Kazachs-Russisch zanger
- Maria Oespenskaja, Russisch klavecimbel- en pianospeelster
- Alexei Ogrintchouk, Russisch hoboïst
- Olga Pashchenko, Russische klavecimbelspeelster
- Alla Perfilova, Russisch zangeres
- Vissarion Sjebalin, Russisch componist
- Ardjoena Soerjadi, Nederlands pianist en dirigent
- Valentina Tolkoenova, Russisch zangeres
- Boris Tsjaikovski, Russisch componist
- Gennadi Tsjernov, Oezbeeks componist en muziekpedagoog

## Bekende (oud)leraren
- Aram Chatsjatoerjan, Armeens componist
- Michail Gnesin, Russisch componist
- Aleksandr Gradski, Russisch zanger en componist
- Michail Gotlib, Russisch componist en pianist
- Alexander Kobrin, Russisch pianist
- Iosif Kobzon, Russisch zanger
- Nelli Sjkolnikova, Oekraïens-Australische pianiste